# Empecamenta abyssinica
Empecamenta abyssinica är en skalbaggsart som beskrevs av Brenske 1897. Empecamenta abyssinica ingår i släktet Empecamenta och familjen Melolonthidae. Inga underarter finns listade i Catalogue of Life.